# 1931年英國大選
1931年英國大選舉辦於1931年10月27日，成立兩個月的國民政府取得壓倒性勝利。保守黨在選舉中獲得470個議席，而工黨則遭遇慘敗，失去了五分之四的議席。自由黨在這次選舉中分為三派，議席數也繼續減少。評論家伊沃·布林默·湯瑪斯稱這次選舉結果是英國政黨系統史上最令人驚訝的結果。這次選舉也是英國最後一次有政黨在選舉中獲得絕對多數，以及最後一次不在禮拜四舉行的選舉。

## 外部連結
- United Kingdom election results - summary results 1885–1979（页面存档备份，存于）
- 1931 election results by constituency
- 1931 Conservative manifesto（页面存档备份，存于）
- 1931 Labour manifesto
- 1931 Liberal manifesto（页面存档备份，存于）